# فرنسيس بي. غوس
فرنسيس بي. غوس هو سياسي أمريكي، ولد في 21 يوليو 1879 في بلاكروك ‏ في جمهورية أيرلندا، وتوفي في 10 أكتوبر 1973 في مقاطعة لوس أنجلوس في الولايات المتحدة. نشط حزبياً في الحزب الجمهوري. وقد انتخب عضو مجلس نواب واشنطن ‏.